# Slaheddine Bouguerra
Pour les articles homonymes, voir Bouguerra.
Slaheddine Bouguerra, né le 28 mai 1949 à Kairouan, est un universitaire tunisien. Il a eu une courte carrière politique avant d'embrasser une carrière bancaire.

## Parcours universitaire
Au terme de son cursus d'études en Tunisie, il obtient une maîtrise en sciences économiques de l'Université de Tunis puis part en France ; il y obtient un diplôme d'études approfondies en gestion de l'Université Paris-Dauphine mais aussi un doctorat de troisième cycle en économie appliquée et un doctorat d'État en sciences économiques de l'Université Paris-Sorbonne.
Il obtient un poste d'enseignant (1978-1984) puis de directeur (1989-1991) à l'Institut des hautes études commerciales de Carthage. Il est également enseignant et chercheur à l'Université Yale aux États-Unis de 1985 à 1986.

## Parcours politique et administratif
Chargé de mission auprès du ministre du Transport et du Tourisme, il devient attaché (1991-1992), conseiller puis conseiller principal (juin 1992-mai 1994) à la présidence de la République tunisienne. Nommé secrétaire d'État auprès du ministre de l'Économie nationale en 1994, il prend la tête du ministère de l'Industrie entre mars 1995 et octobre 1997.
PDG de l'Union bancaire pour le commerce et l'industrie (rattachée au groupe BNP Paribas) entre 1997 et 2011, il a aussi été président de l'Association professionnelle des banques (APB) de 2004 à 2008.